# Chitarra amore mio
Chitarra amore mio, spettacolo musicale sotto la direzione musicale di Enrico Simonetti, è stato un programma di successo in otto puntate del 1965, trasmesso sul Secondo Programma dall'11 luglio 1965 al 5 settembre 1965. Il programma è rimasto memorabile per il repertorio interamente dedicato allo strumento a corde. Il regista era Raffaele Meloni ed il conduttore Arnoldo Foà con le presenze fisse dei chitarristi Mario Gangi per il genere classico e Franco Cerri per il jazz. 
I chitarristi Cerri e Gangi si alternavano alla presenza degli ospiti. In particolare, Amalia Rodrigues, famosa attrice e cantante portoghese famosa per i suoi “fados”, partecipò alla trasmissione. Si ricorda la partecipazione straordinaria del chitarrista spagnolo Carlos Montoya, grande interprete del flamenco. 
In seguito della partecipazione alla trasmissione, un ospite divenuto famoso per il suo stile - il tapping - è stato Vittorio Camardese chitarrista e medico lucano.
Vi partecipò anche Gigi Proietti, all'epoca non ancora famoso al grande pubblico.

## Scene
La scenografia fu progettata e curata da Giuliano Tullio. Essa aveva fondali di forma astratta, in ferro e materiale plastico, che venivano integrati da sagome essenziali, ispirate al soggetto delle puntate e legate alle storie dei vari artisti che partecipavano. Nel caso particolare di Amalia Rodrigues, il riferimento scenografico documentava le caratteristiche essenziali architettoniche del suo territorio natale.